# Радянська окупація балтійських країн (1944)
Радянська окупація балтійських країн 1944 року — процес зміни нацистської окупаційної влади у балтійських країнах на радянську військовим шляхом у 1944 році. Призвів до ліквідації генеральної округи Естонія, генеральної округи Латвія і генеральної округи Литва та заміни їх на Естонську, Латвійську і Литовську Радянські Соціалістичні Республіки відповідно.
Унаслідок Балтійської наступальної операції у 1944 році Радянський Союз повторно окупував більшу частину території країн Балтії. Червона армія відновила контроль над трьома балтійськими столицями, але не змогла захопити Курляндський котел, де трималися змушені відступити сили вермахту і латиські війська до остаточної капітуляції Німеччини наприкінці війни. Німецькі війська були депортовані, а латвійські сили були страчені як зрадники. Після війни Радянський Союз відновив контроль над балтійськими державами відповідно до своїх насильницьких анексій їх у статусі комуністичних республік у 1940 році.

## Наступ Червоної армії і повторна окупація
Не за горами той день, коли ми повністю визволимо від ворога Україну і Білорусь, Ленінградську і Калінінську область; коли ми визволимо ... людей Криму і Литви, Латвії, Естонії, Молдавії і Карело-Фінської республіки.— З радіозвернення Йосипа Сталіна у Москві протягом Другої битви за Київ, листопад 1943 

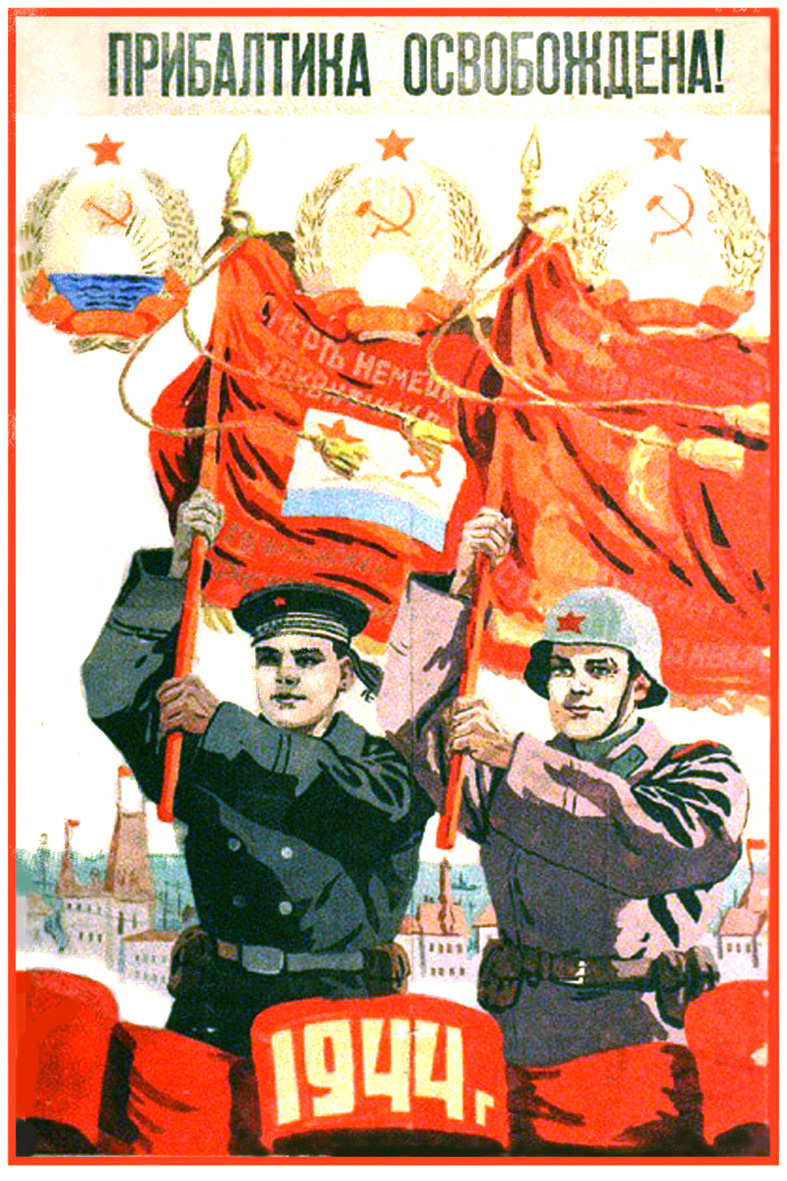
Радянський пропагандистський плакат, присвячений "визволенню" країн Балтії в 1944 році.

До 2 лютого 1944 року блокаді Ленінграда було покладено край і радянські війська вийшли на кордон з Естонією. Не зумівши прорватися, радянські війська 10 серпня розгорнули Тартуську операцію, а 14 вересня розпочали Прибалтійську операцію загальною чисельністю військ 1 500 000 осіб. 16 вересня Верховне командування німецької армії оголосило операцію «Астер», при цьому естонські підрозділи прикривали би відступ німецьких військ. Невдовзі після повторної радянської окупації столиці Естонії Таллінна першим завданням НКВС було зупиняти всіх, хто тікав із країни. Однак багато біженців втекли у Швецію або Фінляндію, здебільшого з числа естонських шведів, які жили у прибережній Естонії з часів данської і шведської Естляндії. Діяльність НКВС також була націлена на членів Національного комітету Естонії. Естонські «лісові брати», що діяли з 1941 року, на початку повторної радянської окупації зайняли вичікувальну позицію. День Перемоги в Європі не приніс відновлення незалежності Естонії, і «лісові брати» поновили свою визвольну боротьбу, вбиваючи вищих радянських офіцерів і співробітників НКВС.
У Латвії частини НКВС були головною антипартизанською силою у боротьбі проти 10 000 активних учасників сил опору. Ради підписали окремі угоди про припинення вогню з різними силами опору, які вступили в дію тільки після закінчення війни. Угода в Литві відрізнялася від підписаних в Естонії і Латвії. Відразу після окупації Вільнюса в липні 1944 року Ради запровадили військову повинність. На призов відгукнулися лише 14 відсотків військовозобов'язаних. Радянські органи вистежували ухильників, вбивши понад 400 осіб. У 1944 і 1945 радянська окупаційна влада призвала 82000 литовців.
У Північній Європі доля малих країн під час Другої світової війни суттєво різнилася. Данія і Норвегія були окуповані нацистською Німеччиною; Швеції довелося піти на деякі поступки, але за вмілого зовнішньополітичного курсу та з надійними збройними силами вона змогла залишатися осторонь від війни. І Данія, і Норвегія відновили свій суверенітет після капітуляції Німеччини. Фінляндії, географічне положення якої було менш вигідне, ніж Швеції, довелося пережити дві радянсько-фінські війни, що обернулися територіальними втратами: так звану Зимову війну і війну-продовження.

## Спроби відновити незалежність

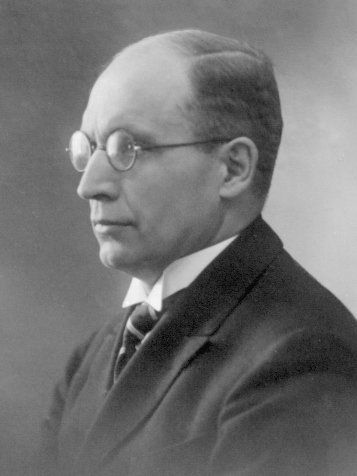
Юрі Улуотс очолював Національний комітет Естонії, який намагався поновити естонську державність у 1944 році

Під час німецької окупації були спроби відновити незалежність. У 1941 році литовці скинули радянську владу за два дні до вступу німців у Каунас. Німці понад місяць дозволяли діяльність Тимчасового уряду. Під кінець війни, коли вже стало ясно, що Німеччина буде переможена, багато литовців, латишів і естонців знову приєдналися до німців. Були надії, що, втягуючись у таку війну, країни Балтії могли б заручитися підтримкою Заходу у справі боротьби за незалежність від СРСР. У Латвії 13 серпня 1943 було створено підпільну націоналістичну Центральну раду Латвії. 25 листопада 1943 з'явився аналогічний орган — Верховний комітет визволення Литви.
23 березня 1944 у підпіллі було засновано Національний Комітет Естонської Республіки. Тисячі естонців, що не хотіли переходити на бік нацистів, вступили у Фінські сили оборони, щоб воювати проти Радянського Союзу. Фінський піхотний полк під номером 200 було сформовано з добровольців, відомих у просторіччі як «фінські хлопці» (ест. soomepoisid). 2 лютого 1944 фронт досяг колишнього кордону Естонії, почалася Нарвська битва. Місто спорожніло. Останній легітимний прем'єр-міністр і глава Національного комітету Естонської Республіки Юрі Улуотс виступив із радіозверненням, де благав усіх дієздатних чоловіків, які народилися з 1904 по 1923 рік, записатися на військову службу (перед цим Улуотс виступав проти мобілізації). Заклик здобув підтримку по всій країні: 38 000 призовників переповнили облікові центри. Повернулися дві тисячі «фінських хлопців». У 1943—1944 роках з латишів, переважно призовників, для боротьби проти Червоної Армії було сформовано дві дивізії Ваффен-СС. Бої під Нарвою естонський народ сприйняв як битву за свою країну, розраду за приниження 1940 року. Тривала німецька оборона на північно-східному кордоні завадила швидкому радянському прориву в Естонію, що дало підпільному естонському національному комітетові досить часу для спроби повторно встановити незалежність Естонії.
1 серпня 1944 Національний комітет Естонії проголосив себе носієм найвищої влади в Естонії, а 18 вересня 1944 виконувач обов'язків глави держави Юрі Улуотс призначив новий уряд на чолі з Отто Тіфом. По радіо уряд Естонії англійською мовою оголосив про свій нейтралітет у війні. Уряд видав два випуски свого офіційного вісника. 21 вересня націоналістичні сили захопили урядові будівлі в Таллінні і наказали німецьким військам залишити Естонію. Естонський прапор замайорів на флагштоку найвищої вежі Таллінна, але був знятий радянськими окупантами вже за чотири дні. Естонський уряд у вигнанні служив справі неперервності естонської державності аж до 1992 року, коли останній прем'єр-міністр у ролі керівника держави Генріх Марк вручив вірчі грамоти щойно обраному президентові Леннарту Мері. Латвійський і литовський уряди у вигнанні продовжували діяти, розмістившись у своїх довоєнних посольствах у США і Великій Британії.

## Союзники та балтійські країни

### Відсутність інтересу у західних союзників

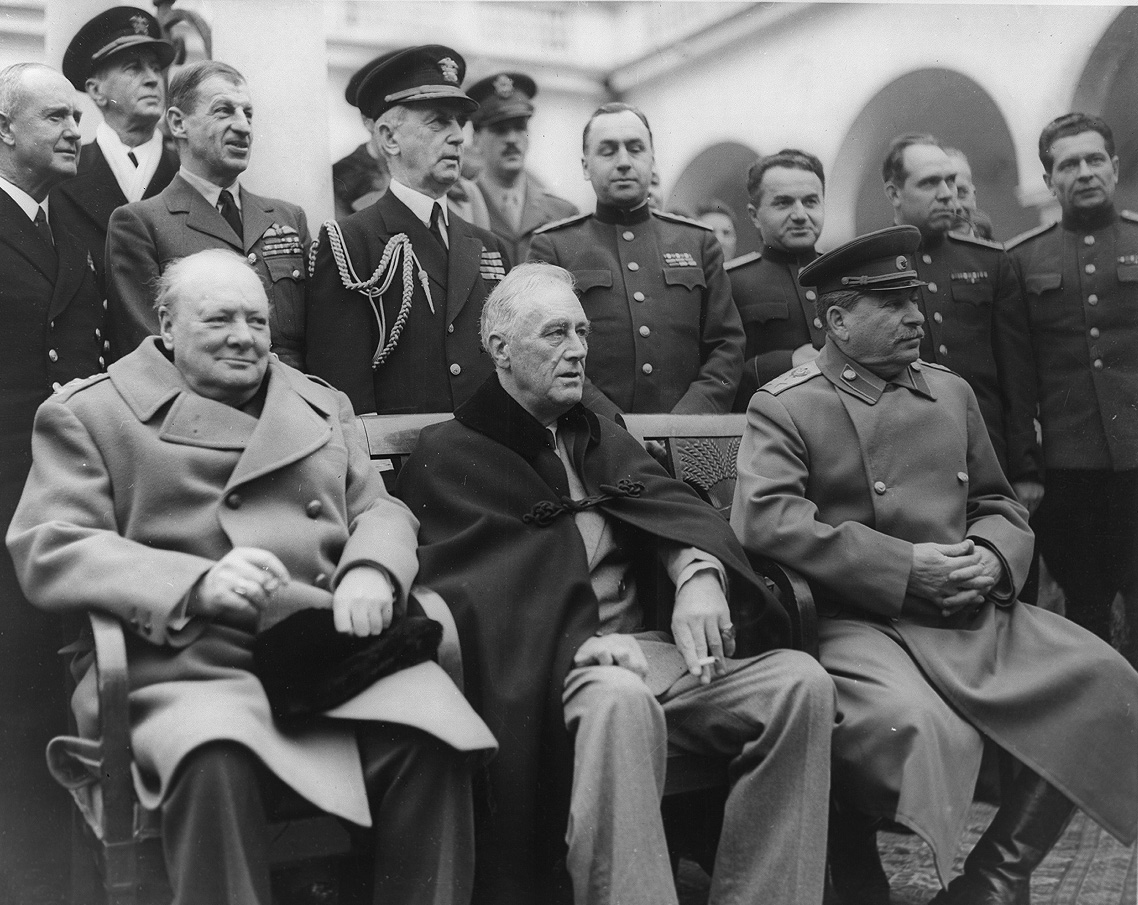
Ялтинська конференція в 1945 році Сидять зліва направо Вінстон Черчилль, Франклін Делано Рузвельт і Йосип Сталін.

Балтійські країни не мали таких дієвих урядів у вигнанні, як французький під керівництвом Шарля де Голля або польський на чолі з Владиславом Сікорським, а їхнє географічне положення робило зв'язок із Заходом важкодоступним. Керівники Великої Британії та Сполучених Штатів не проявляли великого зацікавлення до балтійського питання, особливо поки війна проти нацистської Німеччини залишалася невирішеною, і таємно розглядали його як щось зайве, щоб цим самим забезпечити співпрацю Сталіна. Члени європейських лівих схилялися до підтримки офіційної радянської точки зору на балтійські країни, розглядаючи їх як такі, що «природно» належать Радянському Союзу з метою гарантування його «законних» інтересів безпеки.
Поразка німців у 1945 році вкинула Східну Європу у сферу впливу СРСР. Однак попри територіальні втрати і важкий тягар репарацій у «війні-продовженні» Фінляндія вистояла як нейтральна, орієнтована на Захід, капіталістична демократія і не розділила долю країн Балтії. Та незважаючи на цю очевидну свободу, фіни все ще повинні були враховувати радянські зовнішньополітичні інтереси, включно з конкретними втручаннями в їхні внутрішні справи, наражаючись на критику, що називала цей процес «фінляндизацією».

### Західні союзники здають балтійські країни Сталіну
Установлений раніше ухваленою доктриною Стімсона прецедент у міжнародному праві, застосований до країн Балтики у Декларації Веллеса (єдиній публічній заяві США про свою політику), виданій 23 липня 1940 р. заступником держсекретаря США Самнером Веллесом, який на той час виконував обов'язки держсекретаря, визначив основу для невизнання Сполученими Штатами насильницького приєднання Радянським Союзом країн Балтії.

Незважаючи на заяву Веллеса, балтійські країни незабаром повторили свою багатовікову роль пішаків у конфліктах великих держав. Відвідавши Москву взимку 1941—1942 рр., міністр закордонних справ Великої Британії Іден вже обстоював ідею пожертвувати Балтією для забезпечення радянського співробітництва у війні. Британський посол у США, 1-й граф Галіфаксу Едвард Вуд доповідав, що «п. Іден не може наважитися на небезпечне протистояння Сталіну, а британський уряд воєнного часу… погодився обговорювати договір зі Сталіним, яким буде визнано кордони Радянського Союзу 1940 року». У березні 1942 року Черчилль писав Рузвельтові, намовляючи пожертвувати країнами Балтики: «Дедалі більша серйозність війни породила у мене відчуття, що принципи Атлантичної хартії не потрібно тлумачити таким чином, щоб заперечувати кордони Росії, які та зайняла, коли Німеччина напала з цього боку. … Тому я надіюся, що Ви зможете надати нам повну свободу дій, щоб якомога швидше підписати договір, який бажає Сталін.» До 1943 року вже і Рузвельт погоджувався віддати Сталіну країни Балтії та Східної Європи. На зустрічі в Нью-Йорку 3 вересня з його довіреною особою, архієпископом (згодом кардиналом) Спеллманом Рузвельт заявив, що «європейці просто муситимуть терпіти російське панування в надії, що років через десять-двадцять вони зможуть ужитися з росіянами». Зустрічаючись зі Сталіним на Тегеранській конференції 1 грудня 1943, Рузвельт «сказав, що він повністю усвідомлює, що ці три балтійські республіки у давнину і потім зовсім недавно були частиною Росії, та жартома додав, що, коли радянські війська знову зайняли ці території, він не збирався йти війною на Радянський Союз через це». Місяцем пізніше Рузвельт послався на Отто фон Габсбурга, який сказав, що росіяни можуть заволодіти і управляти Румунією, Болгарією, Буковиною, Східною Польщею, Литвою, Естонією, Латвією і Фінляндією. Майбутнє було остаточно вирішено, коли 9 жовтня 1944 Черчилль зустрівся зі Сталіним у Москві і олівцем накреслив післявоєнний поділ Європи. Черчилль згадує:
|  | Зрештою, я сказав: «Чи не могло б це видаватися досить цинічним, якщо здасться, що ми таким безцеремонним чином спекалися таких доленосних для мільйонів людей питань? Спалімо цей папірець.» — «Ні, збережіть його», — сказав Сталін. |

Лютнева Ялтинська конференція 1945 року, яку широкий загал вважає визначальною для майбутнього Європи, по суті кодифікувала раніші приватні і таємні зобов'язання Черчилля і Рузвельта, що відкрили шлях до безальтернативної радянської гегемонії у післявоєнній Східній Європі.
Те, що західні союзники проігнорували принципи самовизначення щодо країн Балтії, стало ясно після Другої світової війни під час виступу заступника міністра закордонних справ (1945—1946) Гектора Макнейла у Палаті громад у 1947 р. На висловлений сумнів: «Чи не гадає високоповажний джентльмен, що ця анексія трьох незалежних держав є грубим порушенням пункту 2 Атлантичної хартії, згідно з яким жодна територія не може бути передана без доброї волі і згоди відповідних жителів?», Макнейл промовчав.

### Цитати
1. ↑  Dear (2001). p. 85.
2. ↑  World Battlefronts: BATTLE OF RUSSIA: The Ousting is at Hand [Архівовано 26 серпня 2013 у Wayback Machine.], TIME Magazine, 15 листопада 1943
3. ↑  Bellamy (2007). p. 621.
4. ↑  Bellamy (2007). p. 622.
5. 1 2  Bellamy (2007). p. 623.
6. ↑  Bellamy (2007). p. 624.
7. ↑  Hiden & Salmon (1994). p. 120.
8. ↑  The Baltic States: The National Self-Determination of Estonia, Latvia and Lithuania by Graham Smith, p. 91. ISBN 0-312-16192-1
9. ↑  Resistance! Occupied Europe and Its Defiance of Hitler by Dave Lande, p. 200. ISBN 0-7603-0745-8
10. ↑  Mart Laar (2006). Sinimäed 1944: II maailmasõja lahingud Kirde-Eestis (естонською) . Tallinn: Varrak.
11. ↑  By Royal Institute of International Affairs. Information Dept. Published 1945
12. ↑  Gerner & Hedlund (1993). p. 60.
13. ↑  Hiden & Salmon (1994). p. 125.
14. ↑  U.S.-Baltic Relations: Celebrating 85 Years of Friendship [Архівовано 11 червня 2007 у Wayback Machine.] at state.gov
15. ↑  The Baltic States: Estonia, Latvia and Lithuania By David J. Smith; Page 138
16. ↑  Harriman, Averell & Abel, Elie. Special Envoy to Churchill and Stalin 1941—1946, Random House, New York. 1974. p. 1135.
17. ↑  Berthon, Potts. Warlords: An Extraordinary Re-Creation of World War II Through the Eyes and Minds of Hitler, Roosevelt, Churchill, and Stalin. Da Capo Press and Methuen Publishing. 2006. p. 138.
18. ↑  Gannon, Robert. The Cardinal Spellman Story. Doubleday, New York. 1962. pp. 222—223
19. ↑  Minutes of meeting, Bohlen, recording. Foreign Relations of the United States, The Conferences of Cairo and Tehran, 1943, pp. 594—596
20. ↑  Bullitt, Orville. For the President: Personal and Secret. Houghton-Mifflin, Boston. 1972. p. 601.
21. ↑  Churchill, Winston. The Second World War (6 volumes). Houghton-Mifflin, Boston. 1953. v. 6. pp. 227—228.
22. ↑  Marek, K. Identity and Continuity of States in Public International Law, Librairie Droz S.A., 1968. p. 405.